# Borogyino (Krasznojarszki határterület)

Borogyino (oroszul: Бородино) város Oroszország ázsiai részén, a Krasznojarszki határterületen. Önkormányzati szempontból: városi körzet (городской округ).
Népessége: 17 416 fő (a 2010. évi népszámláláskor).

## Elhelyezkedése
Krasznojarszktól 184 km-re északkeletre, a Keleti-Szaján északi lábánál, a kis Irsa folyó partján helyezkedik el. A legközelebbi vasútállomás a 18 km-re délnyugatra fekvő Zaozjornijban van, a Krasznojarszk–Tajset vasútvonalon. A város közelében vezet a „Szibéria” nevű R255-ös főút (oroszul: ).
A Kanszk-acsinszki-szénmedence keleti részén található ún. Irsa–Borogyinói külfejtés a szénmedence egyik legnagyobb barnaszénbányája, mely Szibéria számos hőerőművét látja el olcsó tüzelőanyaggal.

## Története
A településnek létrehozásakor kölcsönözték az 5 km-nyire található Borogyino falu nevét. A falu az 1812-es napóleoni háborúban, majd egy későbbi lázadásban is részt vett katonák száműzetésének helye volt. Az itteni barnaszén lelőhelyet az 1830-as években fedezték fel, de csak száz évvel később kezdték meg komolyabb kutatását. A világháború után, 1945-ben döntöttek az ipari méretű bányászat megkezdéséről és a bányásztelepülés létrehozásáról. 1949-ben kezdődött a kitermelés és keletkezett a bányásztelepülés, mely 1981-ben lett város. 
Gazdasági életének alapja a 21. század első évtizedeiben is a szénkitermelés maradt. Napjainkban itt van az ország legnagyobb barnaszén külfejtése.